# Bambusinae
Bambusinae je podtribus biljaka iz porodica trava (Poaceae), dio tribusa Bambuseae. Postoje 22 roda, a ime dolazi po rodu Bambusa

## Rodovi
1. Kinabaluchloa K. M. Wong (2 spp.)
2. Holttumochloa K. M. Wong (4 spp.)
3. Nianhochloa H. N. Nguyen & V. T. Tran (1 sp.)
4. Bonia Balansa (5 spp.)
5. Laobambos Haev., Lamxay & D. Z. Li (1 sp.)
6. Neomicrocalamus Keng fil. (3 spp.)
7. Temochloa S. Dransf. (1 sp.)
8. Soejatmia K. M. Wong (1 sp.)
9. Pseudoxytenanthera Soderstr. & R. P. Ellis (5 spp.)
10. Maclurochloa K. M. Wong (4 spp.)
11. Melocalamus Benth. (17 spp.)
12. Bambusa Schreb. (154 spp.)
13. Dendrocalamus Nees (79 spp.)
14. Gigantochloa Kurz (68 spp.)
15. Phuphanochloa Sungkaew & Teerawat. (1 sp.)
16. Oreobambos K. Schum. (1 sp.)
17. Oxytenanthera Munro (1 sp.)
18. Vietnamosasa T. Q. Nguyen (3 spp.)
19. Thyrsostachys Gamble (2 spp.)
20. Cochinchinochloa H. N. Nguyen & V. T. Tran (1 sp.)
21. Yersinochloa H. N. Nguyen & V. T. Tran (1 sp.)
22. Ruhooglandia S. Dransf. & K. M. Wong (1 sp.)